# کمپتویل
کمپتویل (به انگلیسی: Kemptville) یک منطقهٔ مسکونی در کانادا است که در شهرستان‌های لیدز و گرنویل یونایتد واقع شده‌است.

## نگارخانه

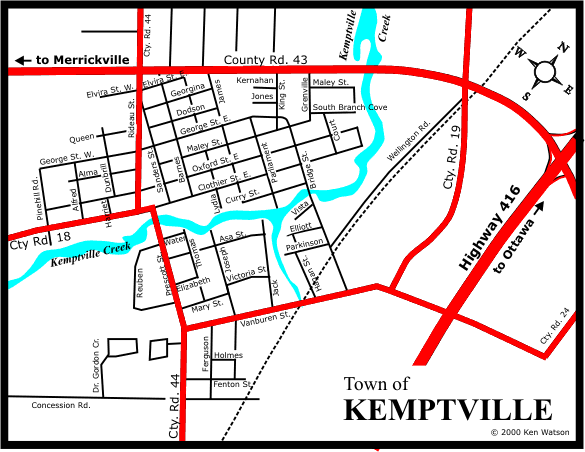
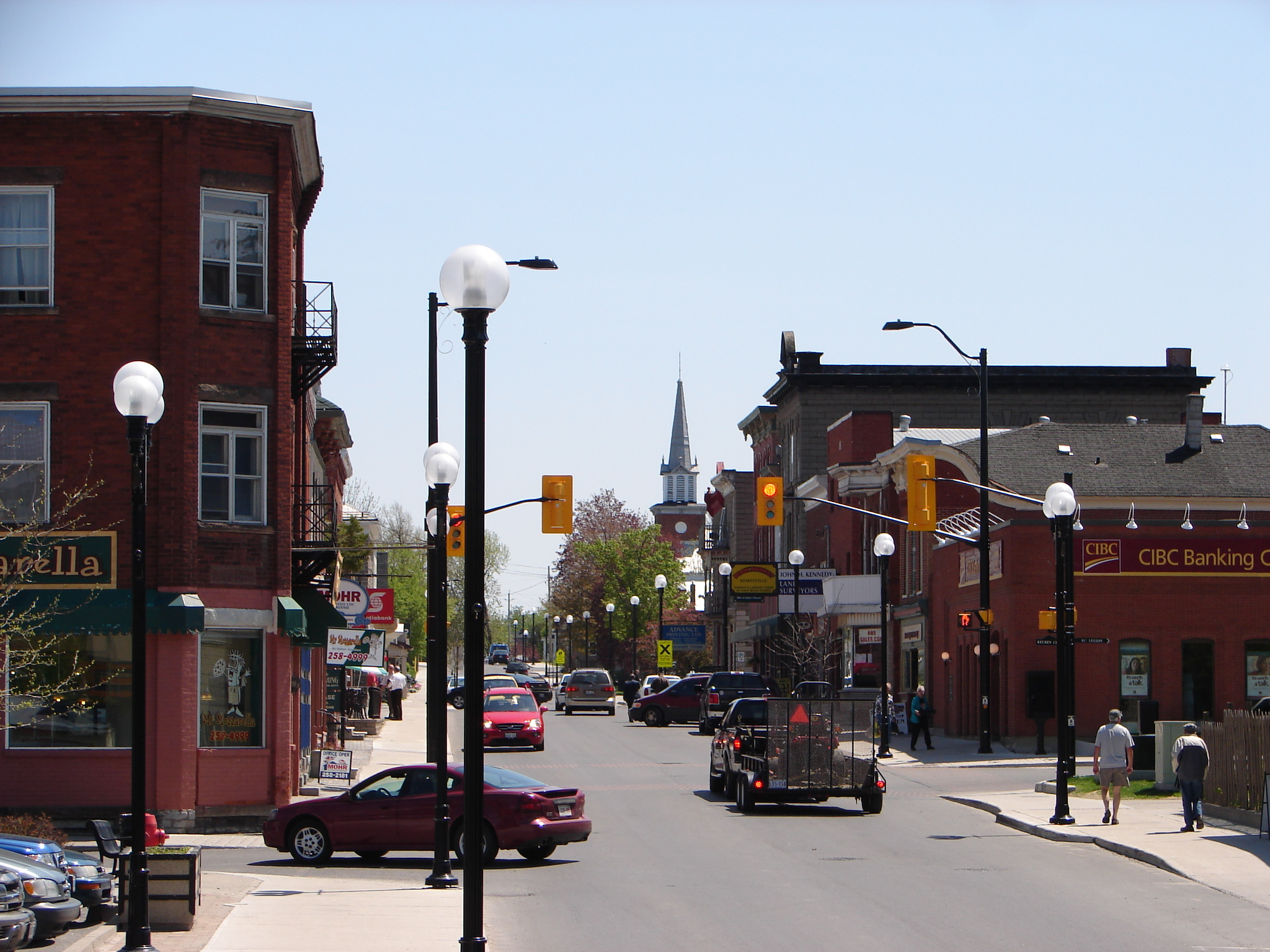

## خصوصیات
کمپتویل ۳٬۵۳۲ نفر جمعیت دارد.